# Trophée Guy-Lafleur (LNAH)
Le trophée Guy-Lafeur est un trophée de hockey sur glace. Il est remis annuellement depuis la saison 1996-1997 au joueur de la Ligue nord-américaine de hockey qui totalise le plus de points à l'issue de la saison régulière.
Ce trophée honore le joueur Guy Lafleur des Canadiens de Montréal, des Rangers de New York et des Nordiques de Québec.

## Récipiendaires du trophée
| Saison    | Vainqueur                                                         | Points (buts ; aides) |
| --------- | ----------------------------------------------------------------- | --------------------- |
| 1996-1997 | Denis Paul (Blizzard de Saint-Gabriel)                            | 92 (42 ; 50)          |
| 1997-1998 | Denis Paul (Blizzard de Saint-Gabriel)                            | 88 (33 ; 55)          |
| 1998-1999 | Denis Paul (Blizzard de Joliette)                                 | 87 (28 ; 59)          |
| 1999-2000 | Martin Duval (Blitz de Granby)                                    | 86 (30 ; 56)          |
| 2000-2001 | Jean Bourgeois (Garaga de Saint-Georges)                          | 93 (36 ; 57)          |
| 2001-2002 | Jean Blouin (Garaga de Saint-Georges)                             | 90 (42 ; 48)          |
| 2002-2003 | Claude Morin (Garaga de Saint-Georges)                            | 91 (37 ; 54)          |
| 2003-2004 | David Saint-Pierre (Dragons de Verdun)                            | 102 (26 ; 76)         |
| 2004-2005 | James Desmarais (Dragons de Verdun)                               | 112 (51 ; 61)         |
| 2005-2006 | Marco Charpentier (Radio X de Québec)                             | 113 (51 ; 62)         |
| 2006-2007 | Michel Picard (Prolab de Thetford-Mines)                          | 99 (48 ; 51)          |
| 2007-2008 | Marco Charpentier (Summum-Chiefs de Saint-Jean-sur-Richelieu)     | 100 (40 ; 60)         |
| 2008-2009 | Kévin Cloutier (CRS Express de Saint-Georges)                     | 93 (26 ; 67)          |
| 2009-2010 | Jean-François Boutin (Saint-François de Sherbrooke)               | 80 (34 ; 46)          |
| 2010-2011 | Kévin Cloutier (Cool FM 103,5 de Saint-Georges)                   | 81 (29 ; 52)          |
| 2011-2012 | Kévin Cloutier (Cool FM 103,5 de Saint-Georges)                   | 78 (25 ; 53)          |
| 2012-2013 | Kévin Cloutier (Cool FM 103,5 de Saint-Georges)                   | 68 (25 ; 43)          |
| 2013-2014 | Dominic Leveillé (Caron et Guay de Trois-Rivières)                | 65 (22 ; 43)          |
| 2014-2015 | Marco Charpentier ( Éperviers de Sorel-Tracy)                     | 79 (36 ; 43)          |
| 2015-2016 | Thomas Beauregard (Trois-Rivières)                                |                       |
| 2016-2017 | Jonathan Bellemare (Trois-Rivières)                               |                       |
| 2017-2018 | Marc-André Tourigny (Rivière-du-Loup)                             |                       |
| 2018-2019 | Yannick Riendeau (Marquis de Jonquière)                           | 54 (36 ; 13)          |
| 2019-2020 | Sacha Pokulok (Laval)                                             |                       |
| 2020-2021 | * Pas de saison *                                                 |                       |
| 2021-2022 | Maxime St-Cyr (Rivière-du-Loup)                                   |                       |
| 2022-2023 | Danny Gauthier (Marquis de Jonquière) - Yannick Tifu (St-Georges) |                       |